# Antonio Veić
Antonio Veić (Mali Lošinj, 18 februari 1988) is een Kroatische tennisser, die sinds 2006 tot de professionals behoort. Zijn beste resultaat behaalde hij op Roland Garros 2011, waar hij in de derde ronde werd uitgeschakeld door Rafael Nadal, de nummer een van de ATP-ranking.